# Isaura Gomes
Isaura Gomes, née en 1944, est une femme politique, une militante féministe et une pharmacienne cap-verdienne.

## Biographie
Née en 1944 au sein d'une famille modeste, elle effectue un excellent parcours scolaire, mais n'obtient pas de bourse pour aller à l'université au Portugal. Finalement, l'année suivante, l'unique dentiste du Cap-Vert l'aide à obtenir une bourse d'études pour étudier en pharmacie à l'Université de Coimbra. 
Après avoir obtenu son diplôme en 1967, elle travaille brièvement au Portugal avant de retourner dans son île natale en 1970, qui est alors une colonie portugaise. Après ce retour au Cap-Vert, elle y dirige les activités secrètes du Parti africain, pour l'indépendance du Cap-Vert, à  São Vicente. Le Cap-Vert devient indépendant en 1975. 
Elle est la première et seule femme députée du parti de 1975 à 1981, et fait progresser la promotion des droits des femmes au sein du parti. Elle contribue également à la fondation de l'Organisation nationale des femmes du Cap-Vert et à l'adoption de lois nationales légalisant l'avortement. Elle quitte son parti en 1981 en raison du manque de soutien de ce parti à la mise en place d'un système multipartite. 
Dans les années 1980, elle joue un rôle important dans le développement du système médical du Cap-Vert, occupant les fonctions de directrice nationale des pharmacies et formant ses techniciens en laboratoire et pharmacie. Elle joue également un rôle au milieu des années 1980 dans la reconnaissance internationale de la chanteuse capverdienne Cesária Évora, son amie, poussant celle-ci, déjà bien connue sur l'île, à aller enregistrer à Lisbonne pour le dixième anniversaire de l'indépendance, sur une compilation de chanteuses insulaires,. Elle ouvre  son propre laboratoire clinique et sa propre pharmacie en 1989. De 1997 à 2003, elle est présidente de l'Association des Femmes Entrepreneurs du Cap-Vert, et en 2001, elle est présidente de la Fédération Capverdienne des associations pour la promotion des femmes. 
En 2004, elle devient la maire de São Vicente, et, ainsi, la première femme maire au Cap-Vert (elle avait déjà été candidate, mais alors sans succès, en 2000 à cette mairie de São Vicente). En 2005, elle rejoint le Mouvement pour la Démocratie, et en 2008, elle est réélue maire. En 2011, elle démissionne de son poste de maire, pour raisons de santé.